# Krynki (rejon kamieniecki)
Krynki (biał. Крынкі, Krynki; ros. Крынки, Krynki) – wieś na Białorusi, w obwodzie brzeskim, w rejonie kamienieckim, w sielsowiecie Wołczyn, nad Bugiem. Jest to najdalej na zachód położona miejscowość Białorusi.
W okolicy wsi granica polsko-białoruska biegnąca Bugiem, przechodzi w granicę lądową.

## Historia
W XIX i w początkach XX w. położone były w Rosji, w guberni grodzieńskiej, w powiecie brzeskim, w gminie Wołczyn. Istniała tu wówczas niezachowana do czasów współczesnych cerkiew oraz parafia prawosławna.
W dwudziestoleciu międzywojennym leżały w Polsce, w województwie poleskim, w powiecie brzeskim, w gminie Wołczyn. W 1921 miejscowość liczyła 126 mieszkańców, zamieszkałych w 25 budynkach, w tym 77 Białorusinów, 33 Polaków, 10 Rusinów i 6 Rosjan. 89 mieszkańców było wyznania prawosławnego, 33 rzymskokatolickiego, a 4 było bezwyznaniowcami. W pobliżu wsi znajdował się wówczas folwark Krynki, który w 1921 był zniszczony i niezamieszkały.
Po II wojnie światowej w granicach Związku Sowieckiego. Wieś położona dotychczas nad Bugiem, została odsunięta od nowej granicy z Polską. Od 1991 w niepodległej Białorusi.

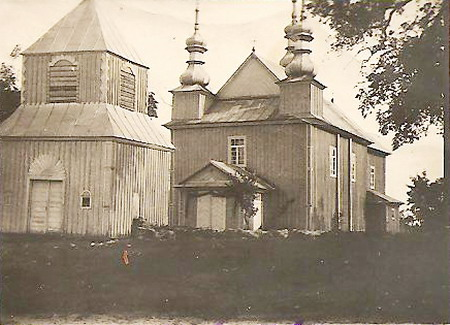
Cerkiew w Krynkach (przed 1950)
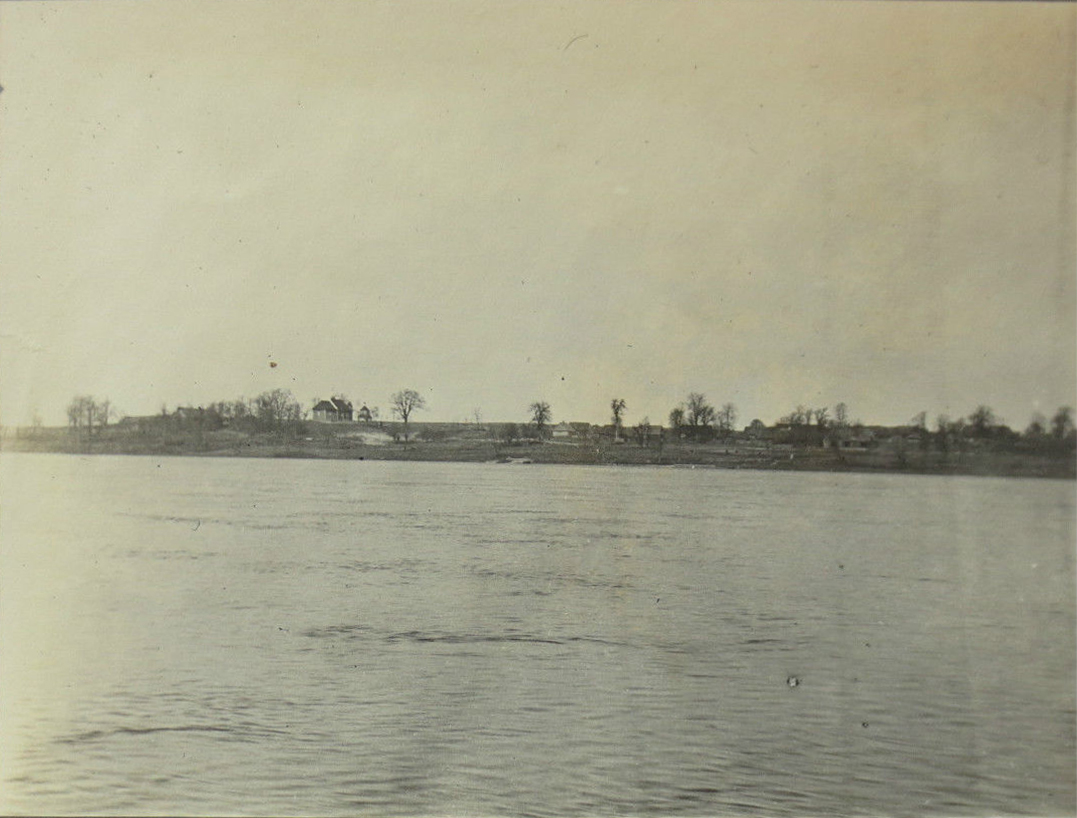
Widok na wieś z Bugu (1916)